# Hotel Torre Catalunya
La Torre Catalunya (actualmente llamado Nobu Hotel Barcelona, anteriormente Gran Hotel Torre Catalunya) es un rascacielos y hotel se encuentra en Barcelona, España, frente a la estación de Sants, núcleo del ferrocarril. Acabado en 1977, tiene 25 plantas y una altura de 80 metros. En su momento, incluyendo la antena, tenía 100 metros, siendo uno de los edificios más altos de la ciudady del país. Fue construido en estilo internacional, con planta octogonal, de dos fachadas laterales cóncavas ligeramente curvas y las dos principales convexas, con tres lados cada una. Guarda, así, cierta similitud con el Edificio MetLife (antiguo Pan Am) de Nueva York.

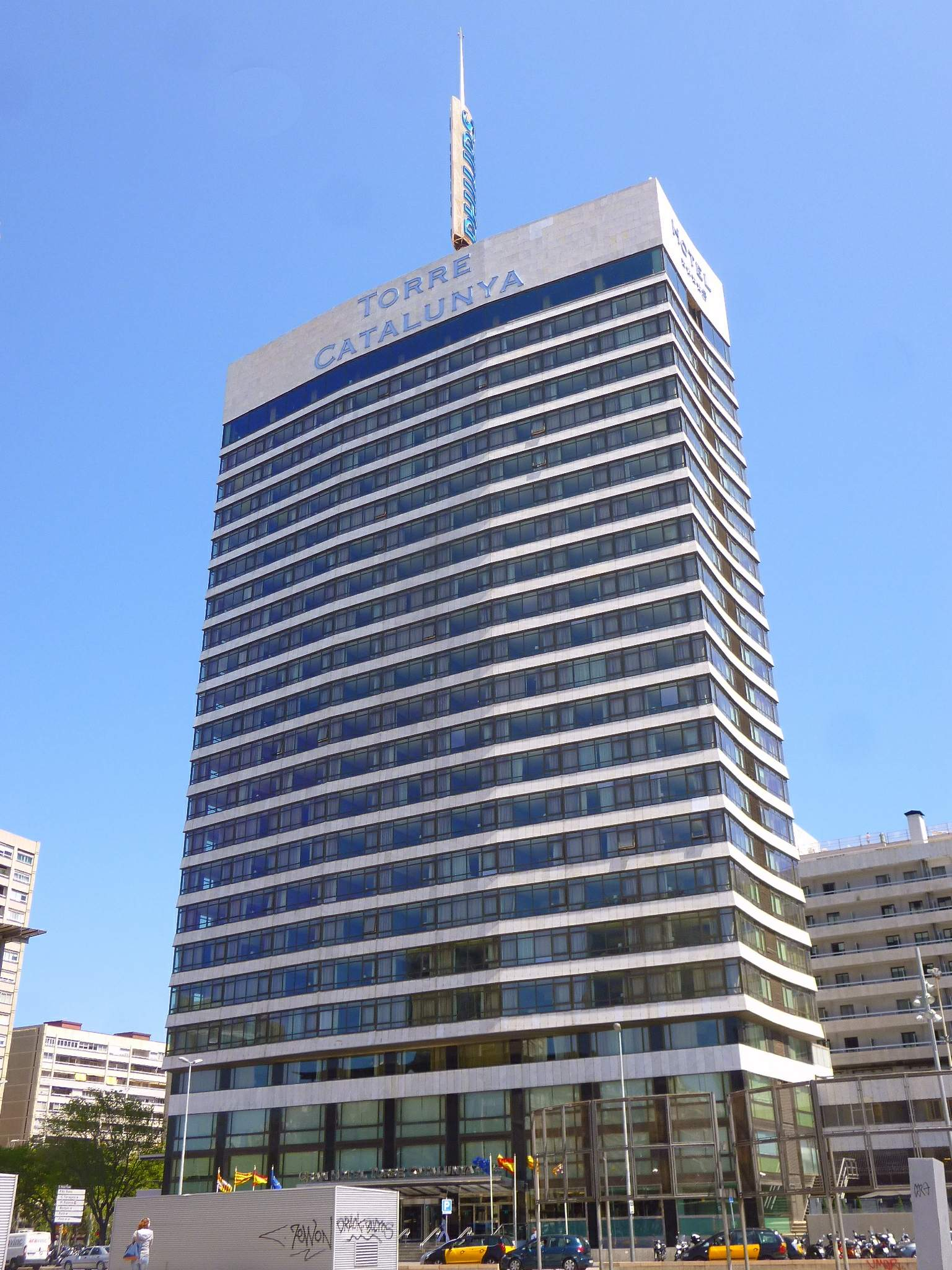
La torre en 2016.

La llamativa antena, con sus 20 metros de alto, fue la antena de hotel más alta de Cataluña, y se identificaba desde lejos, especialmente de noche, pues contaba con un rótulo publicitario luminoso doble de la compañía Sony desde el año 1992 hasta 2014, cuando fue cambiado por uno de la compañía Philips. En septiembre de 2019, el hotel fue adquirido por la cadena hotelera Nobu, pasándose a llamar Nobu Hotel Barcelona.
Tras la adquisición, el hotel se cerró para una exhaustiva reforma que comenzó en 2021, durante la pandemia, en la que muchos hoteles estuvieron cerrados. Fue entonces cuando se desmontó finalmente la antena que coronaba el edificio. Poco después, se reformaron las fachadas de la torre, que estaban conformadas por una alternancia de ventanales azulados y placas blancas, que daban un aire marítimo. Fueron sustituidas en 2022 por unas gris oscuras monocromáticas que, junto con la retirada de los letreros azules que decían "Torre Catalunya", dan una apariencia más actual al conjunto.
En 2025, se grabó en el hotel de la canción «Oye Mami» de Bea Pelea, La Zowi y Ms Nina, dirigido por Laura Martinova.